# طرحان (أبرشية السريان الشرقيين)
طرحان كانت أبرشية سريانية شرقية تابعة لكنيسة المشرق، ضمن الإقليم الكنسي المركزي للبطريرك. يعود تاريخ الأبرشية إلى الفترة ما بين القرنين السادس والرابع عشر.

## التاريخ
تقع منطقة طرحان إلى الجنوب الغربي من بيت كرماي، وتشمل المثلث الأرضي بين جبل حمرين (المعروف لدى النساطرة بجبل أوروك) ونهر دجلة وديالى. وكانت مدينتها الرئيسة هي جبيلثا. من المحتمل أن أبرشية طرحان كانت مدرجة في مقاطعة البطريرك بدلًا من مقاطعة بيت كرماي لأن سلوقية قطسيفون كانت أقرب إلى جبيلثا من كركوك (المقر الحضري لبيت غارماي)، ويمكن الوصول إليها بسهولة عن طريق المياه.
وقد حصل الأسقف صليبا زكا الطرحاني، الذي ازدهر في عهد البطريرك يعقوب الثاني (753-773)، على إذن من السلطات اليعقوبية لبناء كنيسة نسطورية في تغريت، مقابل ترميم كنيسة في نصيبين لليعاقبة كانت قد صادرها النساطرة في وقت سابق.

## المسح الطبوغرافي
كان شهدوست الطرخاني مؤلفًا نسطوريًا بارزًا، يُعتقد أنه عاش في القرن السابع أو الثامن الميلادي. من أشهر أعماله رسالة جدلية بعنوان "حول أسباب الانفصال بين الشرقيين والغربيين"، تناول فيها الخلافات بين الكنائس الشرقية والغربية. وقد ورد اسم شهدوست ضمن القائمة الشهيرة للمؤلفين النسطوريين التي جمعها المطران عبديشوع بار بريخا النصيبيني في أوائل القرن الرابع عشر.
جبيلثا، التي وصفها توماس المارجا بأنها "مدينة أرثوذكسية" — أي نسطورية — تقع في منطقة ترهان، كانت موطنًا لعدد من الشخصيات النسطورية البارزة. فقد كانت مسقط رأس قرياقوس، أسقف بلد النسطوري نحو عام 800م، وكذلك ربان باباي، الذي اشتهر كمعلم بارز ومؤسس للمدارس في العقود الأولى من القرن الثامن الميلادي.
كان البطريرك النسطوري صليبا زكا، الذي شغل منصب البطريرك بين عامي 714 و728م، من سكان مدينة كركا دي بيروز، والتي كانت تُعرف في القرن الثالث عشر باسم كركاني. تقع هذه المدينة في منطقة طيران.
كانت مدينة طغرت مقرًا إلى المافريان اليعاقبة منذ القرن السابع، لكنها كانت تضم أيضًا مجتمعًا نسطوريًا صغيرًا، ذُكر لأول مرة في منتصف القرن الثامن الميلادي. في عام 757م أو قبل ذلك بقليل، منحت السلطات اليعقوبية إذنًا للنساطرة ببناء كنيسة في طغرت، وذلك مقابل إعادة ترميم كنيسة مار دوميتيوس في نصيبين، وهي كنيسة يعقوبية كان النساطرة قد استولوا عليها قبل عدة عقود. بدأ بناء الكنيسة النسطورية في عام 767م، في موقع يقع على ضفاف نهر دجلة بجوار السور الخارجي للمدينة. وقد بقيت هذه الكنيسة قائمة حتى نهاية القرن الثالث عشر، حيث أشار إليها المؤرخ ابن العبري في كتاباته.
يُقال إن البطريرك مكيخا الأول (1092–1110م)، الذي كان سابقًا أسقفًا على تيرحان، قام بعمل معجزة أثناء خدمته هناك، حيث طهّر منطقة تيحان من أسدٍ كان يهاجم الريف المحيط ببلدتي حربة وعلته.
كما تُنسب إليه حادثة إعجازية أخرى في التراث المسيحي، إذ يُروى أنه لَعن رجلًا مسلمًا أخذ حجارة سقطت من كنيسة مسيحية في سامراء لاستخدامها في بناء مسجد، وقد أدّت هذه اللعنة إلى وفاة الرجل بعد سبعة أيام.

### الاستشهادات
1. 1 2  Bar Hebraeus, Ecclesiastical Chronicle (ed. Abeloos and Lamy), ii. 156–8; Thomas of Marga, Book of Governors (ed. Wallis Budge), ii. 284
2. ↑  Tisserant, Église nestorienne, col. 277
3. ↑  Thomas of Marga, Book of Governors (ed. Wallis Budge), ii. 290, 294, 306, 347, 350, 415 and 466
4. ↑  Bar Hebraeus, Ecclesiastical Chronicle (ed. Abeloos and Lamy), ii. 150
5. ↑  Mari, 139 (Arabic), 119 (Latin)
6. ↑  Mari, 138 (Arabic), 118 (Latin)

### فهرس
- أبيلوس، جي بي، ولامي، تي جيه، بار هيبرايوس، Chronicon Ecclesiasticum (3 مجلدات، باريس، 1877)
- أسماني، JS، Bibliotheca Orientalis Clementino-Vaticana (4 مجلدات، روما، 1719–28)
- بروكس، إي دبليو، إلياي ميتروبوليتاي نيسيبيني أوبوس كرونولوجيكوم (روما، 1910)
- Chabot، Jean-Baptiste (1902). Synodicon orientale ou recueil de synodes nestoriens (PDF). Paris: Imprimerie Nationale.
- فيي، جي إم، آشوري كريتيان (3 مجلدات، بيروت، 1962)
- Fiey، Jean Maurice (1979) [1963]. Communautés syriaques en Iran et Irak des origines à 1552. London: Variorum Reprints. ISBN:9780860780519. مؤرشف من الأصل في 2023-11-11.
- Fiey، Jean Maurice (1993). Pour un Oriens Christianus Novus: Répertoire des diocèses syriaques orientaux et occidentaux. Beirut: Orient-Institut. ISBN:9783515057189. مؤرشف من الأصل في 2023-08-02.
- Gismondi, H., Maris, Amri, et Salibae: De Patriarchis Nestorianorum Commentaria I: Amri et Salibae Textus (روما، 1896)
- Gismondi, H., Maris, Amri, et Salibae: De Patriarchis Nestorianorum Commentaria II: Maris textus arabicus et versio Latina (روما، 1899)
- Tisserant، E.، 'Église Nestorienne'، Dictionnaire de Théologie Catholique ، 11، cols. 157–323
- واليس بودج، EA، كتاب الحكام: تاريخ الرهبنة لتوماس، أسقف مارغا، 840 م (لندن، 1893)
- Wilmshurst، David (2000). The Ecclesiastical Organisation of the Church of the East, 1318–1913. Louvain: Peeters Publishers. ISBN:9789042908765. مؤرشف من الأصل في 2024-12-02.
- Wilmshurst، David (2011). The martyred Church: A History of the Church of the East. London: East & West Publishing Limited. ISBN:9781907318047. مؤرشف من الأصل في 2023-10-10.